# NGC 5561
NGC 5561 este o radiogalaxie situată în constelația Ursa Mare. A fost descoperită în 11 mai 1885 de către Lewis A. Swift.